# Kościół Najświętszej Maryi Panny Szkaplerznej w Szynwałdzie
Kościół pw. Najświętszej Maryi Panny Szkaplerznej w Szynwałdzie – parafialny kościół rzymskokatolicki znajdujący się w województwie małopolskim, w powiecie tarnowskim, w gminie Skrzyszów. Budynek został wpisany do rejestru zabytków nieruchomych województwa małopolskiego .

## Historia
Wzniesiony został w latach 1910–1918 według projektu opracowanego przez Adolfa Juliusza Stapfa w miejscu poprzedniego, samowolnie zniszczonego  przez parafian drewnianego kościoła. Dzięki Funduszom Europejskim od 2014 roku na ochronę zabytków sakralnych w małoplsce pozyskano blisko 140 mln zł, za które zrealizowano 50 projektów. Kompleksowa renowacja kościoła parafialnego w Szynwałdzie trwała trzy lata. Odnowiona została elewacja, wymieniono poszycie dachowe wieży, konserwacji poddano stalowe okiennice i wiele detali architektonicznych, wykonano odwodnienie oraz nowe ogrodzenie .

## Architektura
Budynek neogotycki, bazylikowy, murowany z cegły ze wstawkami z kamienia, oszkarpowany, nakryty dachami dwuspadowymi. Wnętrze trójnawowe z transeptem, prezbiterium zamkniętym trójbocznie. Wieża czworoboczna w fasadzie, zwieńczona dachem hełmowym z latarnią. Nad transeptem sygnaturka. W łuku tęczowym Grupa Ukrzyżowania z około 1700 roku.